# ICE (химиотерапия)
ICE в контексте химиотерапии — это акроним (аббревиатура) для одного из режимов химиотерапии, применяемых при лечении рецидивов неходжкинских лимфом и лимфогранулематоза.
В комбинации с моноклональным антителом ритуксимабом этот режим называется ICE-R или R-ICE или RICE.
Режим [R]-ICE состоит из:
1. Ритуксимаба — моноклонального антитела, способного уничтожать как здоровые, так и злокачественные CD20-несущие B-лимфоциты;
2. Ифосфамида — алкилирующего противоопухолевого препарата;
3. Карбоплатина — препарата платины, также с алкилирующим механизмом действия;
4. Этопозида — ингибитора топоизомеразы

## Режим дозирования
| Лекарство                                       | Доза                         | Путь введения                                       | Дни цикла |
| ----------------------------------------------- | ---------------------------- | --------------------------------------------------- | --------- |
| Ритуксимаб — (R)ituximab                        | 375 мг/м2                    | Внутривенная инфузия                                | День 1    |
| Ифосфамид — (I)fosfamide                        | 5000 мг/м2                   | Внутривенная непрерывная инфузия в течение 24 часов | День 2    |
| Месна для профилактики геморрагического цистита | 5000 мг/м2                   | Внутривенная непрерывная инфузия в течение 24 часов | День 2    |
| Карбоплатин — (C)arboplatin                     | AUC = 5 (максимально 800 мг) | Внутривенная инфузия                                | День 2    |
| Этопозид — (E)toposide                          | 100 мг/м2                    | Внутривенная инфузия в течение 1 часа               | Дни 1-3   |
| Филграстим для снижения выраженности лейкопении | 5 мкг/кг                     | Подкожно                                            | Дни 5-12  |

Курсы повторяются с интервалом 14 дней, всего 3 курса.